# Winthrop (Iowa)
Winthrop és una població dels Estats Units a l'estat d'Iowa. Segons el cens del 2000 tenia 772 habitants.

## Demografia
Segons el cens del 2000, Winthrop tenia 772 habitants, 327 habitatges, i 206 famílies. La densitat de població era de 513,9 habitants/km².
Dels 327 habitatges en un 30,6% hi vivien nens de menys de 18 anys, en un 52% hi vivien parelles casades, en un 8,3% dones solteres, i en un 37% no eren unitats familiars. En el 33,9% dels habitatges hi vivien persones soles el 17,7% de les quals corresponia a persones de 65 anys o més que vivien soles. El nombre mitjà de persones vivint en cada habitatge era de 2,35 i el nombre mitjà de persones que vivien en cada família era de 3,01.
Per edats la població es repartia de la següent manera: un 25,5% tenia menys de 18 anys, un 8,7% entre 18 i 24, un 27,5% entre 25 i 44, un 22,2% de 45 a 60 i un 16,2% 65 anys o més.
L'edat mediana era de 38 anys. Per cada 100 dones de 18 o més anys hi havia 84,3 homes.
La renda mediana per habitatge era de 36.136 $ i la renda mediana per família de 42.969 $. Els homes tenien una renda mediana de 31.641 $ mentre que les dones 22.500 $. La renda per capita de la població era de 19.183 $. Entorn del 4,3% de les famílies i el 5,7% de la població estaven per davall del llindar de pobresa.

## Poblacions més properes
El següent diagrama mostra les poblacions més properes.